# ドナルド・バード
ドナルド・バード（Donald Byrd、1932年12月9日 - 2013年2月4日）は、アメリカ合衆国ミシガン州デトロイト市出身のジャズ・トランペット奏者である。

## 来歴
バードは牧師の息子として生まれ、幼い頃からゴスペルをはじめとする黒人音楽にごく自然に触れていた。高校在学中にはすでに、ライオネル・ハンプトンと共演した。ウェイン州立大学、マンハッタン音楽院で学んだ後、1955年初リーダーアルバムをトランジション・レーベルから発表した。その後ニューヨークでジョージ・ウォーリントンのバンドに入る。1955年末にはジャズメッセンジャーズにケニー・ドーハムの後がまとして迎えられた。1957年にはアルトサックスのジジ・グライスと共にジャズ・ラブ・クインテットを結成。このグループは結局長くは続かなかったが、作品のアレンジを重視して、構成感覚にポイントを置いた知的な演奏は高い評価を得た。その後バリトンサックスのペッパー・アダムスと双頭コンボを結成。
1958年からはリーダーとして、ブルーノートレーベルを中心に数多くのアルバムを残した。『フュエゴ』（1959年）はその中でもバードのハードバップ期の代表作として知られている。リーダー作品の他にサイドメンとしての録音も多く、共演したミュージシャンはホレス・シルヴァー、ジョン・コルトレーン、ジャッキー・マクリーン、ソニー・クラーク、ソニー・ロリンズ、ハンク・モブレー、ハービー・ハンコック、セロニアス・モンクなど多岐にわたる。
1960年代に入ると、他のジャンルも取り入れたアルバムを発表し始めた。『ア・ニュー・パースペクティヴ』（1963年）では、大胆にゴスペル色を取り込んだコーラスを導入し、ジャズとの融合を試みた。その後もゴスペル、黒人霊歌、R&B、フォーク、ポップスからも題材を集めた作品を制作した。同時期にフランスに渡り、パリでナディア・ブーランジェに作曲法を学んだり、スイスでルネ・レイボヴィッツにも師事した。この時期にエリック・ドルフィーの死の直前のヨーロッパ・ツアーにも参加している。演奏活動以外にも活動範囲を広げ、1966年に帰米後、コロンビア大学で黒人問題、公民権問題等の研究に従事した。1971年にコロンビア教育大学で博士号を習得している。1973年にはワシントンD.C.のハワード大学で音楽主任教授となった。他にもラトガース大学、ニューヨーク大学、ノースカロライナ大学などで講師を務めた。
1970年代には、バードはジャズ・ロック、ジャズ・ファンクスタイルを取り入れた。マイゼル兄弟のプロデュースによる『ブラック・バード』（1973年）はフュージョン・ミュージックの先駆けとも言われ、ブルーノートレーベル最大のヒット・アルバムとなった。同年には『ストリート・レディ』も発表している。その後も同路線のアルバムを発表し、それらの作品はのちのアシッド・ジャズなどにも影響を与えた。1974年にはハワード大学の学生たちとフュージョン・グループ「BlackByrds」を結成し、クラヴィネットなどを使用したジャズ・ファンク・アルバムを発表した。1975年のブラックバーズのポップ・ヒット「Walking in Rhythm」は、グラミー賞にノミネートされた。
バードが共演したジャズメンには、ボビー・ジャスパー、ウォルター・デイヴィス・ジュニア、アート・テイラー、デューク・ピアソン、ウィントン・ケリー、サム・ジョーンズ、チャーリー・ラウズ、フィリー・ジョー・ジョーンズ、ビリー・ヒギンズ、ウェイン・ショーター、ケニー・バレル、クラーク・テリー、J・J・ジョンソン、スタンリー・タレンタイン、グラント・グリーン、フレディー・ローチ、ソニー・レッド、マッコイ・タイナー、シダー・ウォルトン、ルー・タバキン、ジョー・チェンバース、ロン・カーター、ボビー・ハッチャーソン、ジョー・サンプル、グールー等がいた。
2013年2月4日、デラウェア州にて80歳で死去（死因は不明）。

## ディスコグラフィ

### リーダー・アルバム
- 『バード・ジャズ』 - Byrd Jazz (1956年、Transition) ※1955年録音。『ファースト・フライト』として再発あり
- 『バーズ・アイ・ヴュー』 - Byrd's Eye View (1956年、Transition) ※1955年録音
- 『バーズ・ワード』 - Byrd's Word (1956年、Savoy) ※1955年録音
- 『2トランペッツ』 - 2 Trumpets (1957年、Prestige) ※1956年録音。with アート・ファーマー
- 『ザ・ヤング・ブラッズ』 - The Young Bloods (1957年、Prestige) ※1956年録音。with フィル・ウッズ
- 『モダン・ジャズ・パースペクティブ』 - Modern Jazz Perspective (1957年、Columbia) ※with ジジ・グライス
- 『バード・ブロウズ・オン・ビーコン・ヒル』 - Byrd Blows on Beacon Hill (1957年、Transition) ※1956年録音
- 『ジャズ・アイズ』 - Jazz Eyes (1957年、Regent)
- 『ニューポート・ジャズ・フェスティヴァル'57』 - At Newport (1958年、Verve) ※1957年録音。with ジジ・グライス
- 『ジャズ・ラブ』 - Jazz Lab (1958年、Jubilee) ※1957年録音。with ジジ・グライス
- 『バード・イン・パリ』 - Byrd In Paris (1958年、Brunswick)
- 『パリの目抜き通りで〜バード・イン・パリ2』 - Parisian Thoroughfare (1958年、Brunswick)
- 『オフ・トゥ・ザ・レイシス』 - Off to the Races (1959年、Blue Note) ※1958年録音
- 『バード・イン・ハンド』 - Byrd in Hand (1959年、Blue Note)
- 『フュエゴ』 - Fuego (1960年、Blue Note) ※1959年録音
- 『バード・イン・フライト』 - Byrd in Flight (1960年、Blue Note)
- 『アウト・オブ・ジス・ワールド』 - Out Of This World (1961年、Warwick) ※with ペッパー・アダムス
- 『モーター・シティ・シーン』 - Motor City Scene (1961年、Bethlehem) ※with ペッパー・アダムス
- 『ハーフノートのドナルド・バード Vol.1』 - At the Half Note Cafe Volume 1 (1961年、Blue Note) ※1960年録音
- 『ザ・キャット・ウォーク』 - The Cat Walk (1962年、Blue Note) ※1961年録音
- 『ロイヤル・フラッシュ』 - Royal Flush (1962年、Blue Note) ※1961年録音
- 『ハーフノートのドナルド・バード Vol.2』 - At the Half Note Cafe Volume 2 (1963年、Blue Note) ※1960年録音
- 『ア・ニュー・パースペクティヴ』 - A New Perspective (1964年、Blue Note) ※1963年録音
- 『アップ・ウィズ・ドナルド・バード』 - Up With Donald Byrd (1964年、Verve)
- 『アイム・トライン・トゥ・ゲット・ホーム』 - I'm Tryin' to Get Home (1965年、Blue Note) ※1964年録音
- 『フリー・フォーム』 - Free Form (1966年、Blue Note) ※1961年録音
- 『ムスタング!』 - Mustang (1967年、Blue Note) ※1966年録音
- 『ブラックジャック』 - Blackjack (1968年、Blue Note) ※1967年録音
- 『スロー・ドラッグ』 - Slow Drag (1968年、Blue Note) ※1967年録音
- 『ファンシー・フリー』 - Fancy Free (1970年、Blue Note) ※1969年録音
- 『エレクトリック・バード』 - Electric Byrd (1970年、Blue Note)
- 『エチオピアン・ナイツ』 - Ethiopian Knights (1972年、Blue Note) ※1971年録音
- 『ブラック・バード』 - Black Byrd (1973年、Blue Note) ※1972年録音
- 『ストリート・レディ』 - Street Lady (1973年、Blue Note)
- 『ステッピン・イントゥ・トゥモロー』 - Stepping into Tomorrow (1975年、Blue Note) ※1974年録音
- 『プレイシズ・アンド・スペイシズ』 - Places and Spaces (1975年、Blue Note)
- 『カリカチュアズ』 - Caricatures (1976年、Blue Note)[6][7]
- 『サンキュー・フォー・F.U.M.L.』 - Thank You...For F.U.M.L. (Funking Up My Life) (1978年、Elektra) ※旧邦題『ファンキング・アップ・マイ・ライフ』
- 『チャント』 - Chant (1979年、Blue Note) ※1961年録音
- 『ニューヨーク125番街の凱旋』 - Donald Byrd and 125th Street, N.Y.C. (1979年、Elektra)
- 『ラヴ・バード』 - Love Byrd (1981年、Elektra)
- 『ザ・クリーパー』 - The Creeper (1981年、Blue Note) ※1967年録音
- Words, Sounds, Colors and Shapes (1982年、Elektra)
- 『オー・シャキペーシュ』 - Plays "Au Chat" (1983年、Jazz O.P.)
- 『ニュー・フォーミュラ・フロム・ジャズ・ラブ』 - New Formulas from the Jazz Lab (1982年、Vik) ※1957年録音。with ジジ・グライス
- 『ハーレム・ブルース』 - Harlem Blues (1988年、Landmark) ※1987年録音
- 『ゲッティング・ダウン・トゥ・ビジネス』 - Getting Down to Business (1990年、Landmark) ※1989年録音
- A City Called Heaven (1991年、Landmark)
- Kofi (1995年、Blue Note) ※1971年録音
- 『ジャズ・イン・カメラ』 - Jazz In Camera (2012年、Sonorama) ※1958年録音。with バルネ・ウィラン

## 和書
- ジャズ批評編集部編 編『決定版ブルーノート・ブック 〜史上最強のジャズ・レーベルのすべて〜』松坂〈ジャズ批評ブックス〉、1999年、154,160,163,174,180,186,199,208,211,243,274,284,301,314,329,343頁。ISBN 4915557014。